# Garypus postlei
Espèce
Garypus postlei est une espèce de pseudoscorpions de la famille des Garypidae.

## Distribution
Cette espèce est endémique du Territoire du Nord en Australie. Elle se rencontre dans les îles Goulburn.

## Habitat
Cette espèce se rencontre sur le littoral.

## Description
Le mâle holotype mesure 3,98 mm et la femelle paratype 5,01 mm.

## Étymologie
Cette espèce est nommée en l'honneur de Tony Postle.

## Publication originale
- Harvey, Hillyer, Carvajal & Huey, 2020 : Supralittoral pseudoscorpions of the genus Garypus (Pseudoscorpiones : Garypidae) from the Indo-West Pacific region, with a review of the subfamily classification of Garypidae. Invertebrate Systematics, vol. 34, no 1, p. 34-87.